# Solanum hidetaroi
Solanum hidetaroi là loài thực vật có hoa trong họ Cà. Loài này được Masam. miêu tả khoa học đầu tiên năm 1939.